# Eduard Ackermann (Rechtsanwalt)
Eduard Ackermann (* 5. April 1885 in Dessau; † 29. Januar 1950 in Berlin) war ein deutscher Rechtsanwalt und Justitiar. 

## Leben
Er war der Sohn des anhaltischen Kammerrates Eduard Ackermann und seiner Frau Anna, geb. Pietscher aus Dessau. Er besuchte dort das Humanistische Gymnasium. Nach seinem Studium und abschließender Promotion zum Dr. jur. war er an der Landesbibliothek in Dessau tätig. Von 1914 bis 1928 war er Gerichtsassessor am Staatsministerium Dessau.
1919 wurde Ackermann geschäftsführender Syndikus des Börsenvereins der Deutschen Buchhändler zu Leipzig. Ferner wurde er in den Vorstand der Dresdner Albuminpapierfabrik AG in Dresden und in den Vorstand der Dr. Freund & Dr. Redlich, Berliner Fabrik organo-therapeutischer Präparate AG gewählt.
Er war in der Zeit des Nationalsozialismus als Rechtsanwalt am Kammergericht Berlin tätig sowie als Justitiar und Leiter der Rechtsabteilung des Unternehmens Schering-Kahlbaum AG in Berlin.

## Publikation
- Der Begriff des Vermögens, Inaugural-Dissertation, Anhaltische Buchdruckerei Gutenberg, Dessau, 1913. OCLC 458360880